# Cameronia (Schiff, 1911)
Die Cameronia (I) war ein 1911 in Dienst gestelltes Passagierschiff der britischen Reederei Anchor Line, das im transatlantischen Passagierverkehr von Großbritannien in die USA eingesetzt wurde. Die Cameronia wurde am 15. April 1917 im Mittelmeer im Einsatz als Truppentransporter von einem deutschen U-Boot versenkt. Dabei kamen 140 Seeleute und Soldaten ums Leben.

## Geschichte
Das 10.963 BRT große Dampfschiff Cameronia wurde im Glasgower Stadtteil Partick im Meadowside-Dock der Werft D. & W. Henderson & Company gebaut. Das Schiff war 156,97 Meter lang, 18,97 Meter breit und hatte eine Seitenhöhe von 7,8 Metern. Die beiden Dreifachexpansions-Dampfmaschinen leisteten 2.328 nominale Pferdestärken (15.600 bhp) und beschleunigten das Schiff auf bis zu 19 Knoten (35,2 km/h). Die durchschnittliche Reisegeschwindigkeit lag bei 16 Knoten (29,6 km/h). Die Cameronia wurde von zwei Schiffsschrauben angetrieben und hatte zwei Schornsteine.

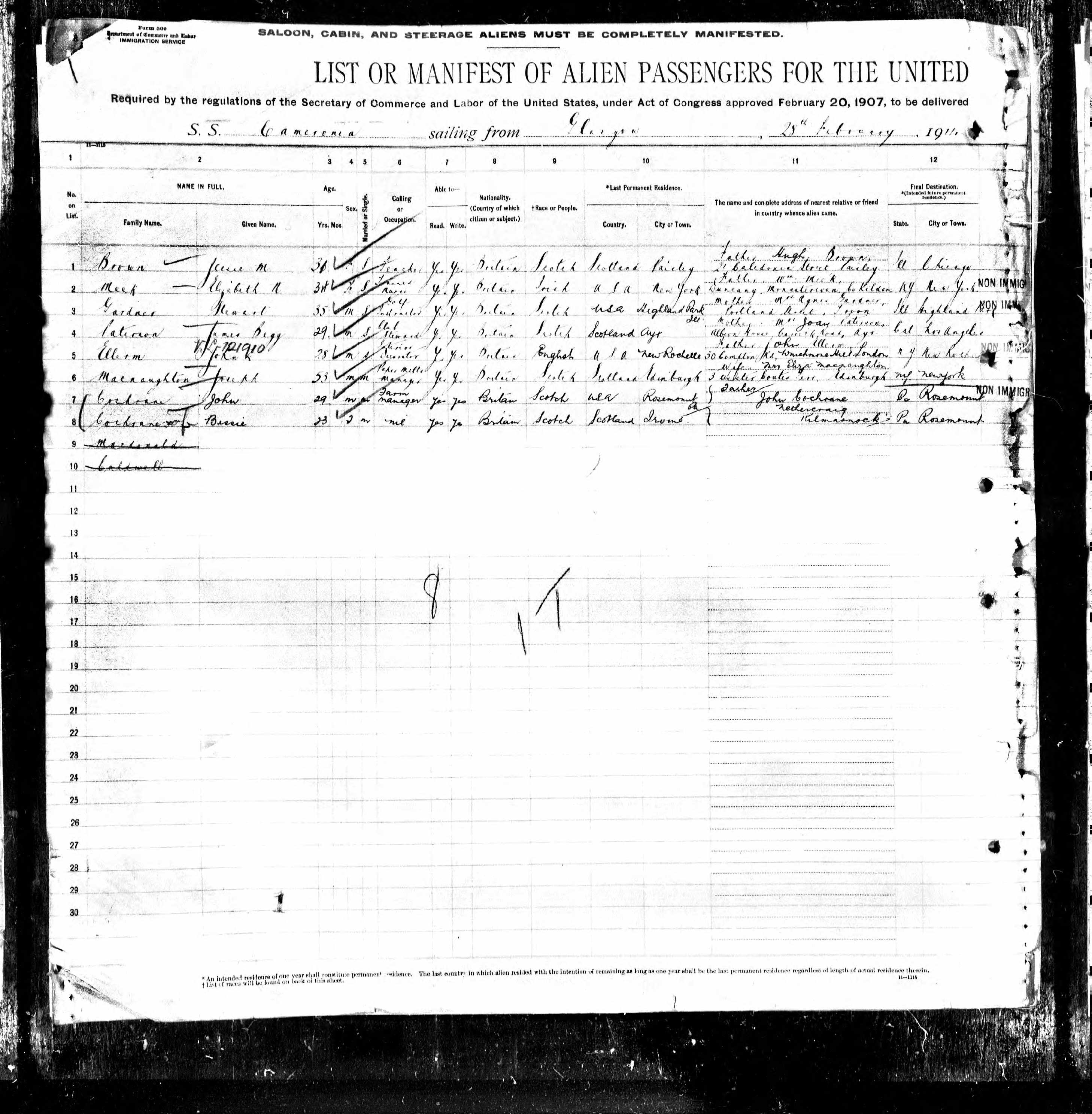
Eine Passagierliste der Cameronia aus Friedenszeiten, März 1914.

Sie wurde von der Anchor Line für die Transatlantikroute Glasgow–Moville–New York gebaut. Nach ihrem Stapellauf am 27. Mai 1911 legte sie am 13. September 1911 zu ihrer Jungfernfahrt nach New York ab. Die Passagierunterkünfte waren für 250 Reisende der Ersten Klasse, 450 der Zweiten Klasse und 1.000 der Dritten Klasse ausgelegt. Sie war das schnellste Schiff der Reederei auf ihrer Route. Im August 1914 brachte die Cameronia 1.218 US-Amerikaner zurück nach New York, die vor dem Krieg aus Europa geflohen waren. Im Rahmen des Zusammenschlusses der Anchor Line mit der Cunard Line bediente das Schiff ab Februar 1915 die Route Glasgow–Liverpool–New York. Auch die Passagierkapazität änderte sich: 362 Erste Klasse, 304 Zweite Klasse, 802 Dritte Klasse.
Während des Ersten Weltkriegs diente die Cameronia als Truppentransporter im Mittelmeerraum. Nach offiziellen Angaben der Cunard Line wurde die Cameronia erst ab Januar 1917 für den Kriegsdienst verwendet. Am 1. Mai 1915 fiel ihre Abfahrt in New York jedoch kurzfristig aus, da das Schiff von der britischen Regierung übernommen wurde und zur Aufnahme von Truppen nach Montreal geschickt werden sollte. Die 7 Passagiere der Ersten Klasse, 30 Passagiere der Zweiten Klasse sowie fünf Stewardessen der Cameronia wurden auf die Lusitania umgebucht, die am selben Tag in New York ablegte. Dadurch verzögerte sich die Abfahrt der Lusitania um zweieinhalb Stunden. 30 der 42 übernommenen Personen kamen bei der Versenkung der Lusitania am 7. Mai 1915 vor dem Old Head of Kinsale ums Leben.
Am 20. Juni 1915 fuhr die Cameronia auf dem Weg nach Liverpool in die Mündung des River Mersey ein, als an Steuerbord das Periskop eines U-Boots gesichtet wurde. Das Schiff war unbewaffnet und Kapitän James Kinnaird entschied sich dazu, das U-Boot mit dem Bug zu rammen, bevor es einen Torpedo abschießen konnte. Das U-Boot tauchte ab und kam auf der anderen Seite der Cameronia wieder an die Oberfläche. Kinnaird ließ sein Schiff daraufhin mit Volldampf davonfahren. Das U-Boot verfolgte den Dampfer noch eine Weile, gab dann aber auf und verschwand.

## Versenkung
Am Sonntag, dem 15. April 1917, hatte die Cameronia weniger Glück. Sie befand sich mit 2.650 Soldaten und Besatzungsmitgliedern unter dem Kommando von Kapitän David William Bone (1874–1959), DSC, auf einer Fahrt von Alexandria nach Marseille, als sie 150 Seemeilen östlich von Malta von U 33 unter dem Kommando von Kapitänleutnant Konrad Gansser torpediert wurde. Die Cameronia ging innerhalb von 40 Minuten unter. Dabei kamen 129 Soldaten und elf Besatzungsmitglieder ums Leben (andere Quellen nennen sogar 229 Tote). Unter den Todesopfern war der Leitende Offizier Robert McBurnie, der zwei Monate zuvor die Versenkung der California überlebt hatte. Einige der Überlebenden wurden von dem britischen Zerstörer HMS Rifleman aufgenommen. Da sich das U-Boot aber noch in der Gegend aufhielt, mussten die übrigen Schiffbrüchigen bis zum nächsten Morgen warten, bis sie von einer maltesischen Sloop geborgen wurden. Die Cameronia war das größte von U 33 versenkte Schiff.